# Saint-Contest
Saint-Contest är en kommun i departementet Calvados i regionen Normandie i norra Frankrike. Kommunen ligger i kantonen Caen 2e Canton som ligger i arrondissementet Caen. År 2022 hade Saint-Contest 2 459 invånare.

## Befolkningsutveckling
Antalet invånare i kommunen Saint-Contest
Referens:INSEE